# Alqūr
Alqūr (persiska: القور) är en ort i Iran.   Den ligger i provinsen Khorasan, i den nordöstra delen av landet, 800 km öster om huvudstaden Teheran. Alqūr ligger 1 251 meter över havet och antalet invånare är 206.
Terrängen runt Alqūr är kuperad åt nordväst, men åt sydost är den platt. Runt Alqūr är det ganska tätbefolkat, med 185 invånare per kvadratkilometer. Närmaste större samhälle är Yekkeh Pesteh, 9,3 km sydost om Alqūr. Omgivningarna runt Alqūr är i huvudsak ett öppet busklandskap.